# Рінгстед (муніципалітет)
Рінгстед (дан. Ringsted) — муніципалітет у регіоні Зеландія королівства Данія. Площа — 294.6 квадратних кілометрів. Адміністративний центр муніципалітету — місто Рінгстед.

## Населення
У 2012 році населення муніципалітету становило 33 153 особи.